# Bosna-Podrinje kanton
Bosna-Podrinje kanton (bosniska: Bosansko-podrinjski kanton, kroatiska: Bosansko-podrinjska županija, serbiska: Босанско-подрињски кантон) är en kanton i entiteten Federationen Bosnien och Hercegovina. Huvudorten är Goražde.